# Barbara Cho Chung-i
Barbara Cho Chung-i ou Cho Chŭng-i (en coréen 조증이 바르바라) est une laïque chrétienne coréenne, épouse de Sébastien Nam I-gwan, née vers 1782 à Icheon dans la province du Gyeonggi en Corée, morte décapitée le 29 décembre 1839 à Séoul.
Reconnue martyre et béatifiée en 1925 par Pie XI, elle est solennellement canonisée à Séoul par le pape Jean-Paul II le 6 mai 1984 avec les autres martyrs de Corée. 
Sainte Barbara Cho Chung-i est fêtée le 29 décembre et le 20 septembre.

## Biographie
Barbara Cho Chung-i naît en 1782 à Icheon, dans la province du Gyeonggi. Elle est issue d'une famille noble de bonne réputation.
Chrétienne, elle épouse à 16 ans un autre chrétien, Sébastien Nam I-gwan, futur martyr. Ils ont un fils, qui meurt peu après sa naissance. 
Lorsque la persécution débute en 1801, beaucoup des proches de Barbara Cho sont martyrisés et son mari Sébastien Nam est envoyé en exil. Barbara vit alors avec son jeune frère, mais celui-ci la rend très malheureuse. Elle ne peut pas pratiquer sa religion ouvertement et fidèlement, car il n'y a pas encore de prêtres en Corée à cette époque, et elle est loin des autres catholiques. 
Plus tard, quand elle a environ 30 ans, elle peut aller s'installer à Séoul et y vit avec une famille catholique très pieuse. Barbara peut alors bien pratiquer sa religion.
Barbara Cho est cousine de Paul Chong Hasang, et elle l'aide à préparer son voyage à Pékin pour rencontrer les missionnaires étrangers pressentis pour aller en Corée. Après l'arrivée du père Pacifique Yu en Corée, le mari de Barbara peut revenir d'exil en 1832. 
Elle peut maintenant aider le prêtre chinois, le père Yu. Quand celui-ci repart pour la Chine, Barbara achète une petite maison dans laquelle elle héberge le père Maubant, le père Chastan et Mgr Laurent Imbert. Les catholiques viennent régulièrement chez elle pour des prières, des confessions et des messes. Elle dit : « Si une persécution éclate, nous devons tous mourir. Nous devons nous entraîner par la mortification afin de glorifier Dieu et sauver nos âmes ».
Barbara Cho est arrêtée en juillet 1839. Elle refuse les injonctions du chef de la police qui veut la voir renier sa foi, et refuse de révéler où se cache son mari. Elle dit que même si elle doit mourir dix mille fois, elle ne veut pas commettre de péché. Elle est alors sévèrement torturée. Ses jambes sont endommagées et elle reçoit 180 coups de gourdin. Après avoir été envoyée au tribunal supérieur, elle est battue plus sévèrement. Son mari aussi est arrêté et gravement torturé. Tous les deux sont courageux et acceptent de mourir pour leur foi. Lorsqu'il est condamné à mort, juste avant d'être emmené pour son exécution, son mari Sébastien Nam I-gwan lui fait dire qu'il y va d'abord et l'attendra au paradis.
Barbara est prévenante avec les autres détenus et les console. La dernière nuit, elle leur dit au revoir, puis s’endort, et se réveille juste avant d'être emmenée pour l'exécution. Barbara Cho Chung-i est décapitée à l'extérieur de Séoul, à la Petite Porte de l'ouest le 29 décembre 1839 à 36 ans, en même temps que six autres catholiques.

## Canonisation
Barbara Cho Chung-i est reconnue martyre par décret du Saint-Siège le 9 mai 1925 et ainsi proclamée vénérable. Elle est béatifiée (proclamée bienheureuse) le 5 juillet suivant par le pape Pie XI.
Elle est canonisée (proclamée sainte) par le pape Jean-Paul II le 6 mai 1984 à Séoul en même temps que cent-deux autres martyrs de Corée. 
Sainte Barbara Cho Chung-i est fêtée le 29 décembre, jour anniversaire de sa mort, et le 20 septembre, qui est la date commune de célébration des martyrs de Corée.